# 大島清 (性科学者)
大島 清（おおしま きよし、1927年1月25日 - 2023年4月19日）は、日本の性科学者、産婦人科医師、脳生理学者、京都大学名誉教授。

## 人物
広島県生まれ。1957年東京大学医学部卒業。1963年「Progesteroneの中枢作用に関する電気生理学的研究」で東京大学医学博士。1971年京都大学霊長類研究所助教授、1980年同教授、1990年定年退官し名誉教授、愛知工業大学教授を務めた。サケの母川回帰、サルとヒトの生殖生理の比較研究など、生物の「性」に学問的関心を寄せ、50代半ば以降、多数の一般向け著作で知られる（著書に付されたプロフィールより）。
2023年4月19日老衰により死去。

## 論文・寄稿文
- 大島清, 「Progesteroneの中枢作用に関する電気生理学的研究」 東京大学 博士論文, [報告番号不明], 1963年, NAID 500000462404
- 大島清「直立二足歩行の起源について(渡辺毅氏)に対するコメント(特集 シンポジウム｢ホミニゼーション｣)」『霊長類研究所年報』第2号、京都大学霊長類研究所、1973年3月、95-95頁、ISSN 0286-4568、NAID 120004966105。
- 大島清「霊長類の生殖生理-1-」『科学』第44巻第1号、岩波書店、1974年1月、11-19頁、ISSN 00227625、NAID 40017542864。
- 大島清「霊長類の生殖生理-2-」『科学』第44巻第2号、岩波書店、1974年2月、95-102頁、ISSN 00227625、NAID 40017542907。
- 大島清「生殖生理学の立場から(II 総説 霊長類学への展望)」『霊長類研究所年報』第4号、京都大学霊長類研究所、1975年1月、25-29頁、ISSN 0286-4568、NAID 120004995918。
- 大島清, 加藤順三「性行動に関する中枢のセンサー (体内のセンサー<特集>)」『生体の科学』第26巻第1号、金原一郎記念医学医療振興財団、1975年2月、27-42頁、ISSN 03709531、NAID 40002061859。
- 大島清「霊長類シリーズ-9-生殖生理」『臨床科学』第11巻第10号、エースアート、1975年10月、1403-1410頁、ISSN 03850323、NAID 40003763224。
- 大島清, 竹中晃子「45. 慢性植込み電極によるサル子宮・卵管筋電図の記録について (第4群 性器の生理・病理 (45～49))」『日本産科婦人科學會雜誌』第28巻第9号、日本産科婦人科学会、1976年、1040頁、NAID 110002111674。
- 大島清「サルによる生殖実験法-1-(研究へのいざない-4-)」『臨床婦人科産科』第31巻第7号、医学書院、1977年7月、615-623頁、ISSN 03869865、NAID 40003796822。
- 大島清「サルによる生殖実験法-2-」『臨床婦人科産科』第31巻第8号、医学書院、1977年8月、721-732頁、ISSN 03869865、NAID 40003796795。
- 大島清「霊長類の性行動 (性-2-) -- (性行動)」『代謝』第16巻、中山書店、1979年9月、1391-1398頁、ISSN 03721566、NAID 40002286843。
- 大島清, 林基治, 能勢尚志, 横井義之, 可世木辰夫「Dehydroepiandrosterone Sulfateの妊娠ザル子宮頚管熟化効果に関する電気生理学的,内分泌学的および微細構造学的研究」『日本産科婦人科学会雑誌』第31巻第10号、日本産科婦人科学会、1979年10月、1853-1861,図4p、ISSN 03009165、NAID 110002204553。
- 榎本知郎, 松林清明, 大島清「成熟オスニホンザルの血中性ステロイドホルモン濃度の年周期変動(III 共同利用研究 2.研究成果)」『霊長類研究所年報』第10号、京都大学霊長類研究所、1981年1月、44-45頁、ISSN 0286-4568、NAID 120004996242。
- 大島清「日本ザルにおける性周期と内分泌機能 (生物リズムと生物時計--高等動物の環境適応の時間生物学的考察) -- (睡眠・生殖・体温等のリズム)」『蛋白質核酸酵素』第27巻第2号、共立出版、1982年1月、289-306頁、ISSN 00399450、NAID 40002330235。
- 麻生武志, 大島清, 松林清明「霊長類の非妊時及び妊娠時の内分泌動態,ニホンザル血中ステロイドホルモンの季節的変動について(III 共同利用研究 2.研究成果)」『霊長類研究所年報』第6号、京都大学霊長類研究所、1976年11月、46-46頁、ISSN 0286-4568、NAID 120004996003。
- 中嶋晃, 坂口守彦, 田内圀彦, 大島清「妊娠猿子宮における子宮血流動態に関する研究(III 共同利用研究 2.研究成果)」『霊長類研究所年報』第6号、京都大学霊長類研究所、1976年11月、45-46頁、ISSN 0286-4568、NAID 120004996004。
- 麻生武志, 松岡賢光, 蘇鈞煌, 大島清「日本ザルの妊娠,産褥時の血中Steroid hormone動態について(III 共同利用研究 2.研究成果)」『霊長類研究所年報』第8号、京都大学霊長類研究所、1979年1月、39-39頁、ISSN 0286-4568、NAID 120004996123。
- 大島清, 清水慶子, 穐本晃, 津田健, 大廻長茂, 粟田浩「抗潰よう薬ＯＵ‐1308の妊娠ラット及びサルの子宮運動に対する作用」『日本薬理学雑誌』第90巻第3号、日本薬理学会、1987年、171-175頁、doi:10.1254/fpj.90.171、ISSN 0015-5691、NAID 130000759467。

## 著書
・『円熟脳のすすめ』ごま書房新社、2024年